# Пад Српске деспотовине
Пад Српске деспотовине је означен турским освајањем Смедерева, српске престонице у то време. Водећи војску преко Софије и Поморавља, Мехмед II улази у Смедерево 20. јуна 1459. Овај догађај означава почетак директне османске власти над Србијом, која је уз краће прекиде трајала све до Првог српског устанка 1804.
Деспот Лазар Бранковић, најмлађи син деспота Ђурђа Бранковића, умире у јануару 1458. Власт прелази у руке намесништва, које није било сложно у погледу политике земље. Једна страна је била за приклањање Угарској (Јелена Палеолог, деспотова удовица), док су други видели решење у оквирима Турске (Михаило Анђеловић). Овакво стање отвара нове могућности за нападе на Деспотовину. Босански краљ Стефан Томаш одмах након Лазареве смрти осваја Сребреницу и околне тврђаве. Угари претендују на освајање Смедерева и остатка Деспотовине. 
У пролеће 1458. Турци освајају манастир Ресаву, градове Вишесав, Жрнов, Белу Стену (код Ваљева). 
Босански краљ Стефан Томаш је исте године водио преговоре о браку између свог сина Стефана и Лазареве ћерке, чиме би се ујединиле снаге за борбе против Турака. У марту власт у Смедереву преузима Стефан Томашевић. Након тога Турци крећу у војни поход према деспотовини, који почиње падом Смедерева, а затим и освајањем деспотових земаља западно од Дрине.